# C动态内存分配
C动态内存分配是在C语言中为了实现动态内存分配而进行的手动内存管理。这种管理是通过C標準函式庫中的malloc、realloc、calloc、free 等函数进行的。
C++ 为了兼容 C 语言也提供这些函数，但是更推荐使用 new、delete 操作符来完成类似的操作。
malloc 所实际使用的内存分配机制有很多不同的实现，执行时间和内存消耗各有不同。

## 函数概述
C 动态内存分配函数在头文件 stdlib.h 中声明（C++ 中对应的头文件名称为 cstdlib）。
| 函数    | 描述                                   |
| ------- | -------------------------------------- |
| malloc  | 分配指定数量的字节                     |
| realloc | 调整指定内存块的大小，必要时会重新分配 |
| calloc  | 分配指定数量的字节，并初始化为 0       |
| free    | 释放指定的内存块                       |

## 类型安全
malloc 所执行的内存分配基于字节数而不是类型，其返回类型为 void 指针（void *），表示该指针所指向区域的数据类型未知。C++ 由于其强类型系统，实际使用该指针时需要进行强制类型转换，而 C 语言中则不必进行。
```
int
 
*
 
ptr
;

ptr
 
=
 
malloc
(
10
 
*
 
sizeof
(
int
));
		
/* 不进行强制类型转换 */

ptr
 
=
 
(
int
 
*
)
malloc
(
10
 
*
 
sizeof
(
int
));
	
/* 进行强制类型转换 */

```